# ۸۳۶ (خورشیدی)
۸۳۶ هشتصد و سی و ششمین سال هجری خورشیدی است.